# زنبورواران خرمایی
زنبورواران خرمایی یا زنبورهای خرمایی (نام علمی: Vespoidea) نام یک بالاخانواده از فروراسته زنبورهای نیش‌دار است.